# Vasiľ Hopko
Vasiľ Hopko (* 21. April 1904 in Hrabské bei Bardejov; † 23. Juli 1976 in Prešov, Slowakei) war griechisch-katholischer Weihbischof von Prešov und wurde 2003 vom Papst Johannes Paul II. seliggesprochen.

## Leben
Nach einem Theologiestudium in Prešov wurde Vasil Hopko 1929 zum Priester geweiht und war als Gemeindepfarrer tätig, bevor er von 1936 bis 1941 Spiritual am Prešover Priesterseminar wurde. Dort promovierte er 1940 zum Dr. theol. und war bis nach dem Kriegsende als Sekretär des Bischofs tätig, bevor er 1947 selbst zum Weihbischof von Prešov gewählt wurde. In dieser Funktion erlebte er, wie infolge des Konzils der griechisch-katholischen Kirche 1950 seine Kirchenorganisation durch den tschechoslowakischen Staat liquidiert und deren Vermögen und die Immobilien der orthodoxen Kirche überführt wurden. Da sich Hopko dagegen wehrte, wurde er inhaftiert und zu 15 Jahren Haft verurteilt, die er in mehreren Gefängnissen absitzen musste, unter anderem im Gefängnis Leopoldov. Von 1964 bis 1968 hielt er sich im Kloster Osek auf. Nach dem Prager Frühling 1968 wurde die griechisch-katholische Kirche wieder in der Tschechoslowakei anerkannt, aber ihr Grundeigentum blieb meist im Besitz der orthodoxen Kirche und gelangte erst nach 1989 wieder nahezu vollständig an die griechisch-katholische Kirche zurück. Dies erlebte Vasil Hopko jedoch nicht mehr. Er starb 1976.

## Anerkennung

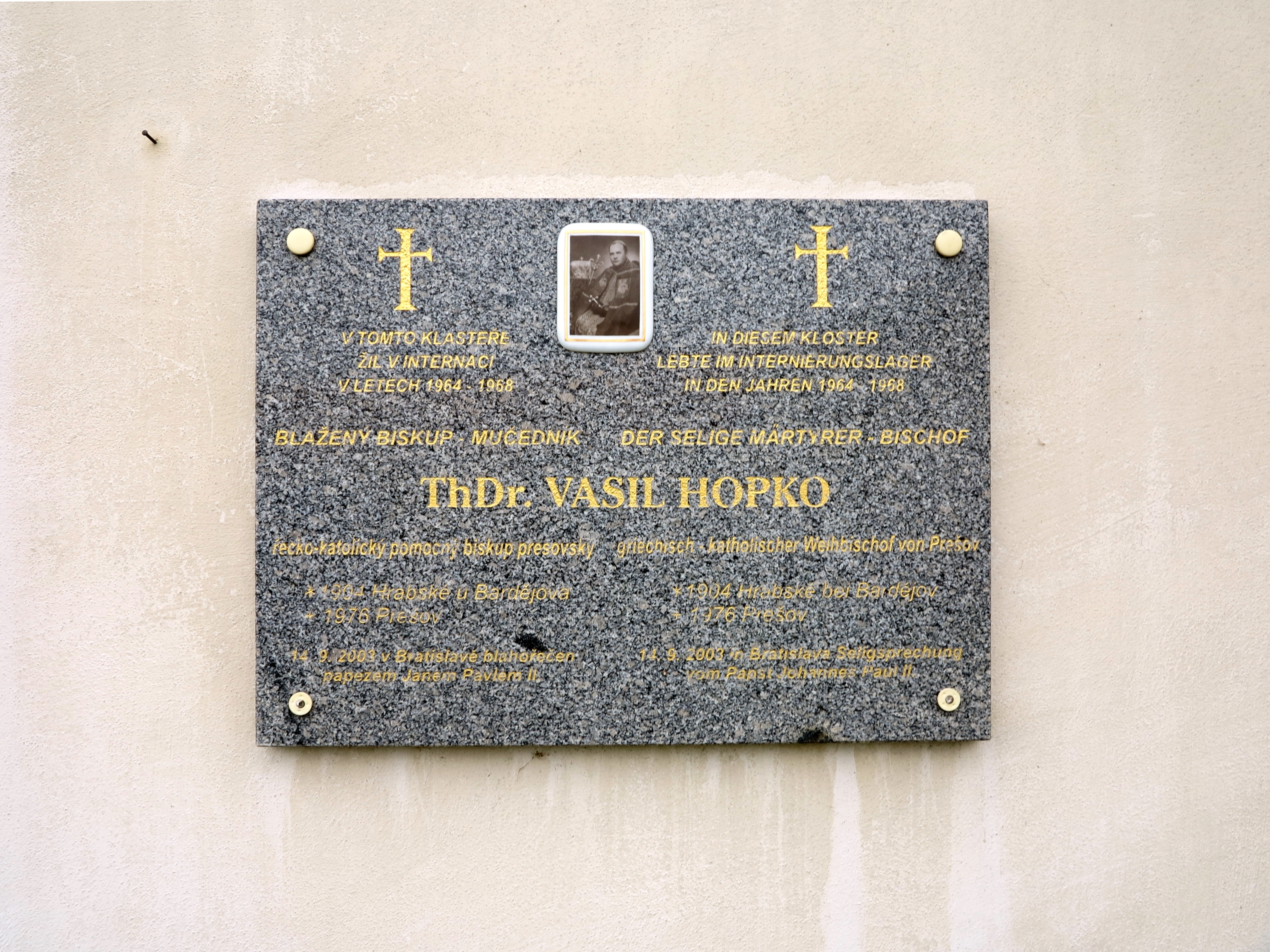
Gedenktafel für Vasil Hopko am Kloster in Osek

- Papst Johannes Paul II. sprach Vasil Hopko während seiner Slowakei-Reise am 14. September 2003 in Bratislava selig.
- Eine Gedenktafel für ihn wurde 2004 am Kloster Osek angebracht.